# Parafia św. Jadwigi Śląskiej w Lichnowach
Parafia Świętej Jadwigi Śląskiej w Lichnowach – parafia rzymskokatolicka, znajdująca się w diecezji pelplińskiej, w dekanacie Rytel.